# Chevrolet Viva
Chevrolet Viva («Шевроле Віва») — автомобіль, що випускався компанією «GM-АвтоВАЗ» у 2004—2008 роках.

## Опис
Opel Astra другого покоління виготовлялася в Німеччині з 1998 по 2004 рік. У Польщі та Бразилії його роблять дотепер під маркою Chevrolet. У вересні 2004 року даний офіційний старт виробництва седана під ім'ям Chevrolet Viva на спільному підприємстві «GM-АвтоВАЗ» в Тольятті. Відмінність полягає в невеликій зміні інтер'єру та екстер'єру. У березні 2008 року випуск автомобіля був припинений у зв'язку з низьким попитом на цю модель.
За підсумками продажів можна відзначити, що попит на автомобіль виявився набагато нижчим очікуваного. Це пов'язано з тим, що, хоча автомобіль був минулим поколінням Opel Astra — Opel Astra G, він пропонувався за ціною, близькою до вартості Opel Astra нового покоління — Opel Astra H.

## Двигун
Автомобіль оснащувався бензиновим 4-х циліндровим 16-ти клапанним двигуном FAM1 Ecotec Z18XE робочим об'ємом 1,8 л виробництва Opel.